# Евнух (представа)
Евнух је позоришна представа коју је режирао Југ Радивојевић према комаду Публија Теренција Африканца.
Премијерно приказивање било је 11. маја 2005. године у омладинском позоришту ДАДОВ.

## Радња
Комад прати духовиту љубавну причу из другог века пре наше ере.
Представа приказује позоришну трупу која покушава да реконструише римско позориште, али у обрнутом смеру - уместо мушкараца који су некада тумачили и мушке и женске ликове, сада све улоге играју девојке.

## Улоге
| Лица | Глумци             |
| ---- | ------------------ |
|      | Мирјана Цветковић  |
|      | Милена Живановић   |
|      | Марија Манојловић  |
|      | Јована Срећковић   |
|      | Андријана Петровић |
|      | Јелена Матијашевић |
|      | Јована Томић       |